# Alex, Inc.
Alex, Inc. es una serie de televisión estadounidense, que se emitió el 28 de marzo de 2018 por la cadena American Broadcasting Company. Esta comedia de situación creada por Matt Tarses, escritor y productor ejecutivo, es una adaptación del popular podcast de Alex Blumberg llamado 'StartUp' del año 2014. La primera temporada constará de 10 capítulos.
El 11 de mayo, ABC anunció que la serie fue cancelada después de una temporada.

## Sinopsis
Alex Schuman (Zach Braff), es un hombre de familia y un exitoso productor de radio, casado con Rooni Schuman (Tiya Sircar), abogada de oficio y tienen 2 hijos, Ben y Soraya. Con una vida estable y después de años de hacer un contenido que no le llega a satisfacer, Alex cae en la rutina y opta por una idea arriesgada, comenzar su propio negocio. Todo empieza cuando deja su trabajo y decide arriesgarlo todo, incluso su dinero, para cumplir ese sueño. Con la ayuda de Deirdre (Hillary Anne Matthews) y Eddie (Michael Imperioli), Alex empieza una nueva etapa en su vida intentando que no afecte demasiado a su familia.

## Reparto y personajes
- Zach Braff interpreta a Alex Schuman, un brillante presentador de radio de 37 años, marido y padre de 2 hijos que decide montar su propia compañía de podcasts.[6]
- Tiya Sircar interpreta a Arunima "Rooni" Schuman, abogada, mujer de Alex y madre de Ben y Soraya.
- Hillary Anne Matthews interpreta a Deirdre Riordan, entusiasta compañera de trabajo de Alex que le siguió para crear la nueva empresa.
- Michael Imperioli interpreta a Eddie, primo de Alex e inversor de su nueva empresa.
- Elisha Henig interpreta a Ben Schuman, hijo de Alex y Rooni, aficionado a la magia.
- Audyssie James interpreta a Soraya Schuman, hija menor de Alex y Rooni.

## Episodios
| N.º | Título                          | Dirigido por         | Escrito por                   | Fecha de emisión original | Código de prod. | Audiencia (millones) |
| --- | ------------------------------- | -------------------- | ----------------------------- | ------------------------- | --------------- | -------------------- |
| 1 | «The Unfair Advantage»          | Zach Braff           | Matt Tarses                   | 28 de marzo de 2018       | 100             | 4.60                 |
| Con la ayuda de su esposa Rooni y sus hijos, Alex Schuman deja su prominente trabajo para comenzar su propia compañía de podcasts contando historias reales que importan. Contrata a su primo Eddie y exproductor, Deirdre, para ayudar a lograr su sueño. Mientras tanto, Ben hace magia en el concurso de talentos de la escuela que le enseña a Alex una lección importante sobre su futuro.          |                                 |                      |                               |                           |                 |                      |
| 2 | «The Wax Museum»                | Zach Braff           | Matt Tarses                   | 4 de abril de 2018        | 101             | 3.73                 |
| En la oficina, Eddie y Deirdre compiten por el tiempo y lo empleados de Alex, haciendo que casi renuncien. Alex trata de ser un buen jefe con una solución para dividir su tiempo entre los dos, pero ¿tendrá éxito? Mientras tanto, a Alex no le gusta el disfraz hecho a mano de Rooni para el proyecto de clase de Ben sobre gente famosa, así que se les ocurre una elección diferente sorprendente. |                                 |                      |                               |                           |                 |                      |
| 3 | «The Butterfly Pavilion»        | Richie Keen          | Vanessa McCarthy              | 11 de abril de 2018       | 103             | 3.53                 |
| Alex se enoja con Eddie por tomar decisiones de trabajo sin él. Mientras tanto, Rooni piensa que acompañar a Soraya en su viaje de estudios será fácil, pero inadvertidamente sale mal cuando se distrae con el trabajo; y Ben se dedica a tocar la guitarra y está decidido a hacer que su padre le deje tocar música para el podcast.                                                                  |                                 |                      |                               |                           |                 |                      |
| 4 | «The Nanny»                     | Alisa Statman        | Juliet Seniff                 | 17 de abril de 2018       | 106             | 4.85                 |
| Alex cree que despidió a su niñera de medio tiempo, Rosalba, después de que él y Rooni la encontraron durmiendo en el trabajo, pero la situación se complica cuando Rosalba se presenta a trabajar. Mientras tanto, Ben se hace cargo de la niñera y vigila a Soraya después de la escuela; y Rooni pierde el servicio de celular y se pone nervioso porque los niños se quedan solos en casa.           |                                 |                      |                               |                           |                 |                      |
| 5 | «The Mother-in-Law»             | Michael Patrick Jann | Dan Rubin                     | 18 de abril de 2018       | 102             | 2.76                 |
| La madre de Rooni, Joya, viene a Nueva York y Alex se esfuerza demasiado para impresionarla, incluyendo una celebración desastrosa de Holi que lo hace parecer peor. Pero una conversación entre los dos lleva a un desarrollo sorprendente para la nueva compañía de Alex. Mientras tanto, Ben quiere aprender más sobre la herencia de su abuela para impresionar a una niña en la escuela.            |                                 |                      |                               |                           |                 |                      |
| 6 | «The Cop Car»                   | Zach Braff           | Paul O'Toole & Andy St. Clair | 25 de abril de 2018       | 104             | 2.94                 |
| El podcast de Alex comienza a entrometerse en su vida familiar cuando un momento privado de Rooni es revelado a la audiencia, mientras que Deirdre se siente descuidada y recibe una oferta para presentar su propio espectáculo. ¿Se irá por una nueva oportunidad? Más tarde, Ben descubre que su amiga Emily está enamorada de él.                                                                    |                                 |                      |                               |                           |                 |                      |
| 7 | «The Grande Apologano»          | Zach Braff           | Lisa McQuillan                | 25 de abril de 2018       | 107             | 2.49                 |
| Alex decide usar la idea de Rooni para un nuevo podcast sobre un caso de asesinato en el que trabajó, pero marido y mujer no trabajan bien juntos. Mientras tanto, Deirdre tiene una cita, y Ben piensa en una manera de deshacerse de la super molesta amiga de su novia, Laura. |                                 |                      |                               |                           |                 |                      |
| 8 | «The Internet Trolls»           | Phil Traill          | Joshua Corey & Brian Kratz    | 2 de mayo de 2018         | 105             | 3.06                 |
| La familia ayuda a cambiar los sentimientos de Alex cuando se vuelve demasiado sensible a los comentarios de los oyentes antes del lanzamiento del podcast. Mientras tanto, Rooni consigue la ayuda de Ben con el diorama de Soraya para conseguirle una A en el proyecto, pero el plan sale mal. |                                 |                      |                               |                           |                 |                      |
| 9 | «The Fever»                     | Chris Koch           | Dan Rubin & Morgan Beck       | 9 de mayo de 2018         | 108             | 3.03                 |
| Usando un traductor de voz para entender lo que Joya dijo sobre él en bengalí, Alex descubre accidentalmente un secreto familiar. Deirdre borra accidentalmente todos los resultados de los grupos focales y trata de recrearlos antes de que Alex regrese a la oficina; y Soraya no quiere participar en su recital, así que finge estar enferma.                                                       |                                 |                      |                               |                           |                 |                      |
| 10 | «The Rube Goldberg Contraption» | John Putch           | Joshua Corey & Brian Kratz    | 16 de mayo de 2018        | 109             | 3.24                 |
| Después de que una compañía le ofrece dinero a Alex para expandir el negocio, él se preocupa de que su negocio esté arruinando su relación con Rooni y los niños y toma una decisión importante sobre el futuro. Y con un futuro prometedor para la compañía, Deirdre y Eddie traen a un famoso productor de podcasts.                                                                                   |                                 |                      |                               |                           |                 |                      |